# Secuieni (okręg Bacău)
Secuieni – wieś w Rumunii, w okręgu Bacău, w gminie Secuieni. W 2011 roku liczyła 1240 mieszkańców.